# Антич, Бошко
Божидар «Бошко» Антич (серб. Божидар «Бошко» Антић; 7 января 1944, Сараево — 3 декабря 2007, Белград) — югославский футболист, нападающий.

## Карьера
Родился в Сараево, боснийский серб. В 1966 году начал выступления за «Сараево». В сезоне 1966/67 команда выиграла национальный чемпионат, завоевав первый титул в своей истории. Сам Антич в чемпионском сезоне забил 14 мячей. С 1966 по 1968 год он являлся лучшим бомбардиром команды. Всего за клуб во всех турнирах забил 140 мячей в 276-ти матчах.
В 1968 году в составе сборной Югославии стал серебряным призёром чемпионата Европы.
В 1972 году перешёл во французский «Анже», в составе которого провёл 103 матчах, забил 44 мяча.
В 1975 году перешёл в «Кан», за который выступал до завершения карьеры игрока в 1977 году.
После завершения выступлений перешёл на тренерскую работу, возглавив «Сараево». В сезоне 1984/85 привёл команду к чемпионству, став первым в истории клуба, выигравшим золото как игрок и как тренер. В 1987 году возглавил сборную Того. Пробыв на посту полтора года, вернулся на родину и объявил о завершении тренерской деятельности.
В 1992 году, после начала войны в Боснии и осады Сараева, переехал в Белград и позже возобновил карьеру тренера, возглавив «Сартид» из Смедерево.
Скончался 4 декабря 2006 года в Белграде.